# Modła-Kolonia (Modła Królewska)
Modła-Kolonia – była część wsi Modła Królewska w Polsce, położona w województwie wielkopolskim, w powiecie konińskim, w gminie Stare Miasto.
Nazwę zniesiono z 1.01.2021 r.
Miejscowość wchodzi w skład sołectwa Modła Królewska.
W latach 1975–1998 miejscowość administracyjnie należała do województwa konińskiego.